# Dicheirus
Dicheirus es un  género de coleópteros adéfagos de la familia Carabidae.
Se encuentran en el oeste de Estados Unidos.

## Especies
Comprende las siguientes especies:
- Dicheirus dilatatus Dejean, 1829
- Dicheirus obtusus LeConte, 1852
- Dicheirus piceus Menetries, 1845
- Dicheirus pilosus G. Horn, 1880
- Dicheirus strenuus G. Horn, 1868